# Blastoderm

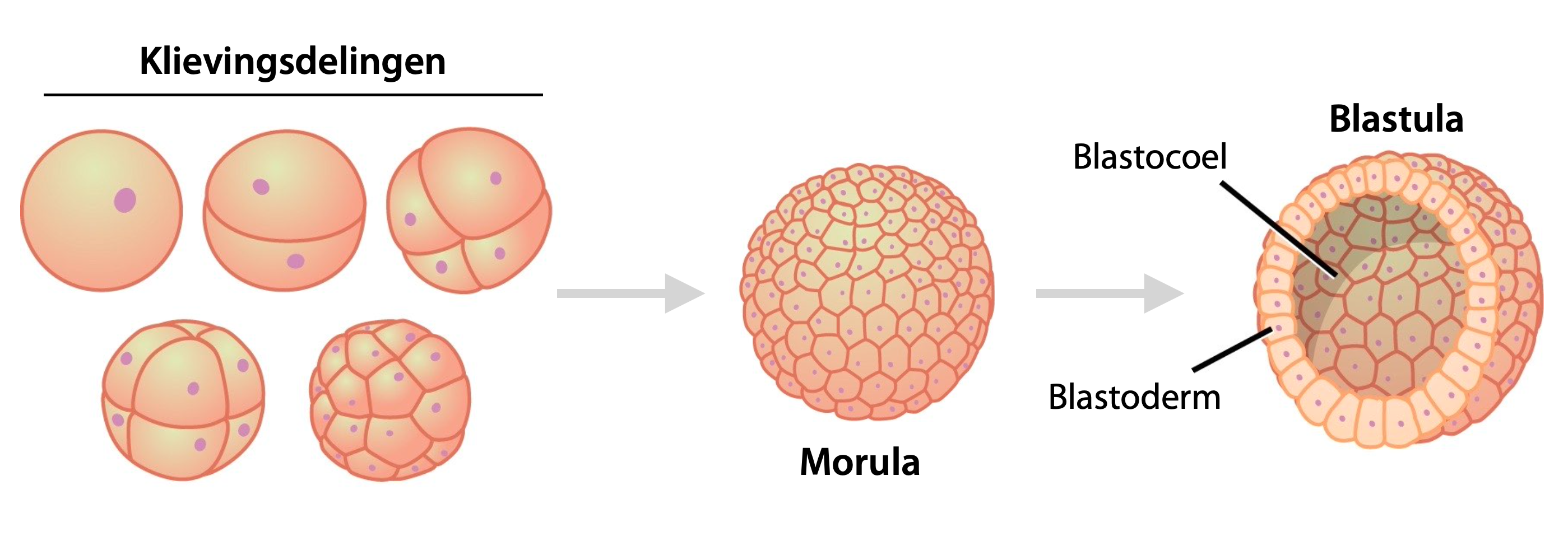

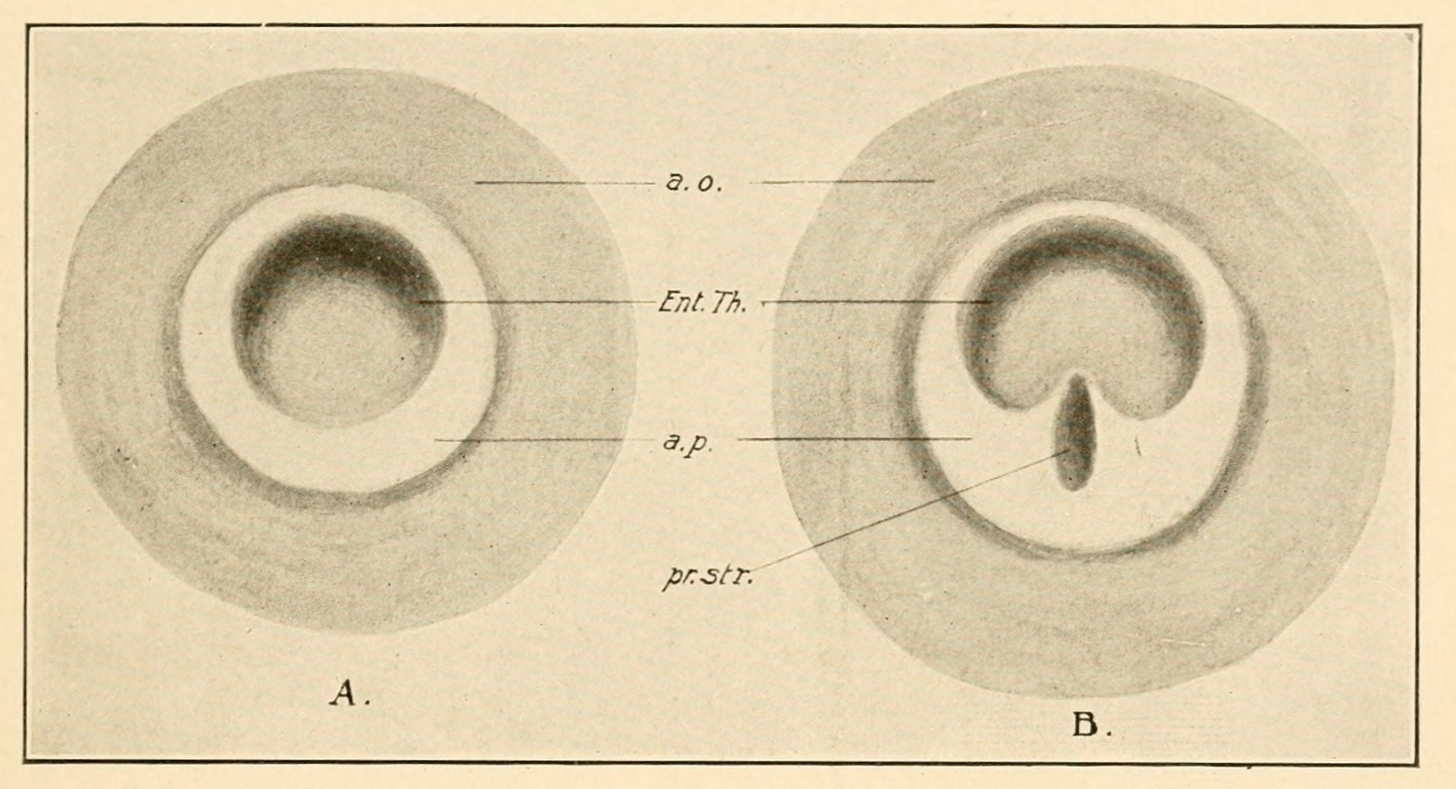
Oppervlakteaanzichten van twee stadia van het blastoderm van het huismus-embryo.
A. o., Area opaca. A. p., Area pellucida. Ent. Th., Verdikking van het endoderm, pr. str., Primitieve streep.

Het blastoderm is een enkele cellaag embryonaal epitheelweefsel van de blastula, die de wand van de blastula vormt. Het omsluit de met vloeistof gevulde blastocoel.
Aan de rand van het blastoderm vindt de actieve migratie van de meeste cellen plaats.

## Vorming
Na de bevruchting ondergaat de zygote snelle opeenvolgende klievingen en ontstaan de zogenaamde blastomeren. Na 16-32 cellen ontstaat de morula. De klievingen gaan door totdat er 64 cellen zijn gevormd. Op dit moment, net vóór de gastrulatie wordt de zygote beschouwd als een blastula, bestaande uit een enkele laag cellen, het blastoderm, die een centrale holte omringt die gevuld is met vloeistof, de blastocoel. Uit het blastoderm ontstaan de primaire kiembladen.

## Soorten blastoderm
Er zijn vier soorten blastoderm: het embryonale blastoderm, het extra-embryonale blastoderm, het tweelagige blastoderm en het drielagige blastoderm. Het tweelagige blastoderm en het drielagige blastoderm worden de kiemschijf genoemd.
- Embryonaal blastoderm: is het gebied van het blastoderm dat de primitieve streep zal vormen.[4]
- Extra-embryonaal blastoderm: het is het gebied van het blastoderm dat de vier externe membranen zal vormen[4] (allantois, amnion, chorion en dooierzak).
- Bilaminair (tweelagig) blastoderm: tijdens de embryonale ontwikkeling is dit het stadium voorafgaand aan de vorming van het mesoderm, waarbij alleen de primaire kiemlagen (ectoderm en endoderm) aanwezig zijn.[4]
- Trilaminair (drielagig) blastoderm: tijdens de embryonale ontwikkeling is dit het stadium waarin het mesoderm, tussen het ectoderm en endoderm, is gevormd.[4]

## Afbeeldingen

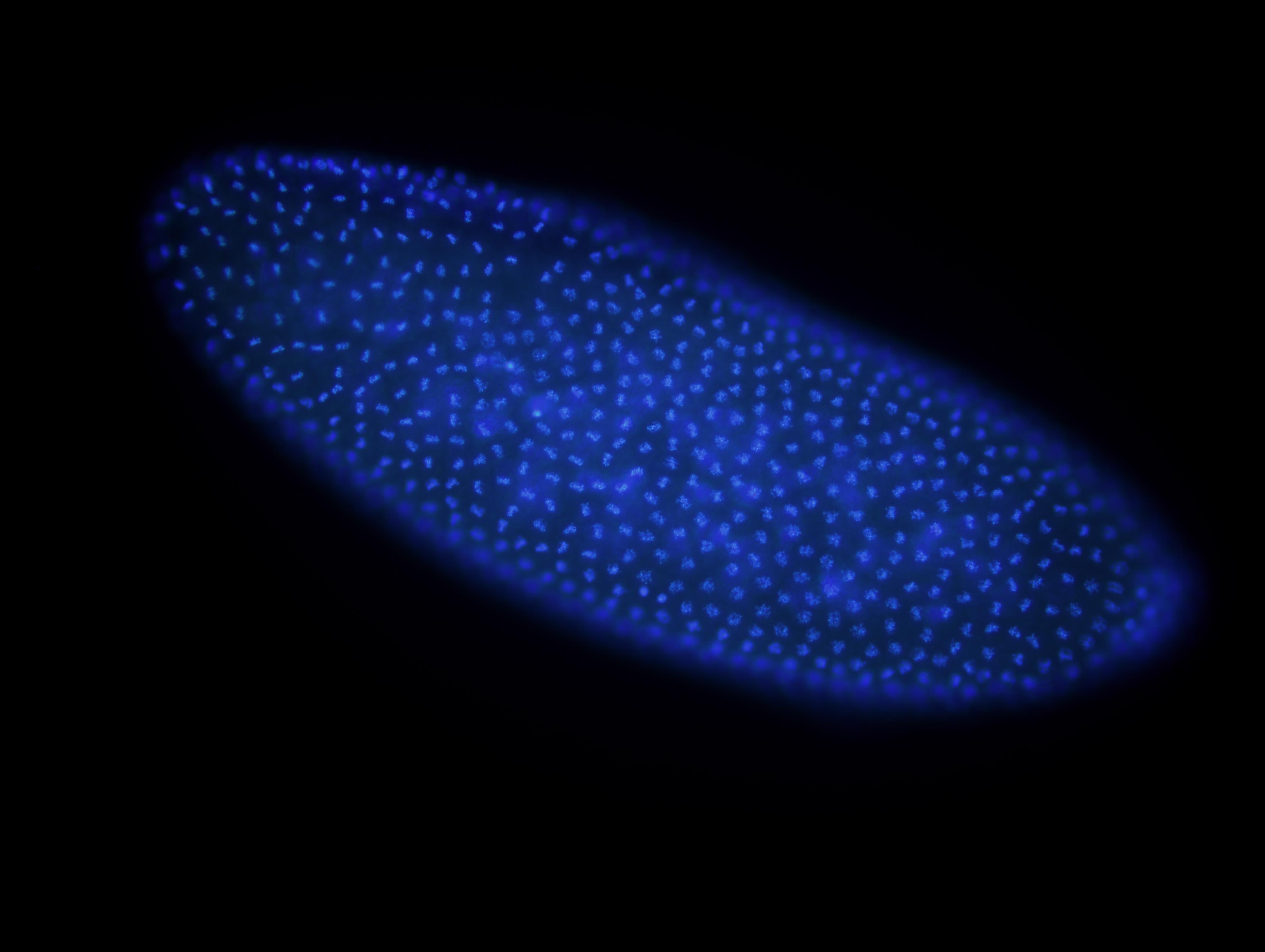
Syncytial blastoderm van Drosophila. (De laag cellen die onvolledig is verdeeld en in contact staat met de dooier, wordt de "syncytiële laag" genoemd.) Elke heldere stip is een groep delende chromosomen.
Blastoderm van een ei van een insect. banda germinativa=kiemschijf
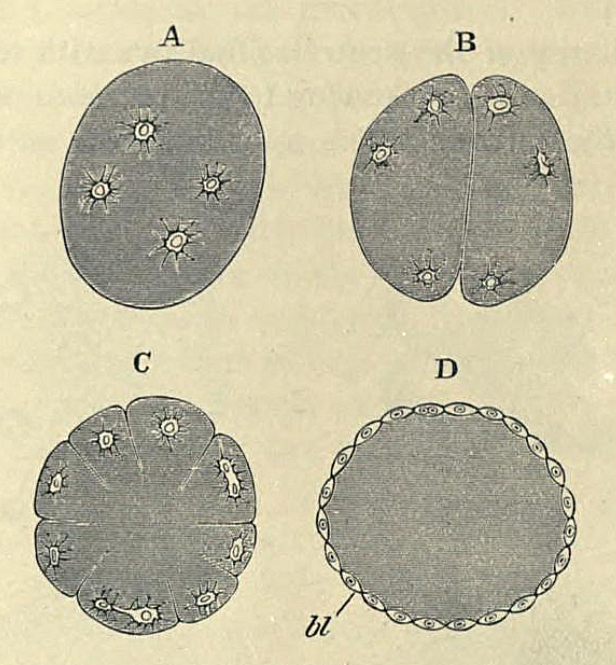
Klieving van eicel Pagurus prideaux (kreeftachtige), bl=blastoderm. Het ei wordt achtereenvolgens verdeeld in twee, vier en acht afzonderlijke segmenten, en pas na de vierde klieving versmelten de segmenten in het midden van het ei.
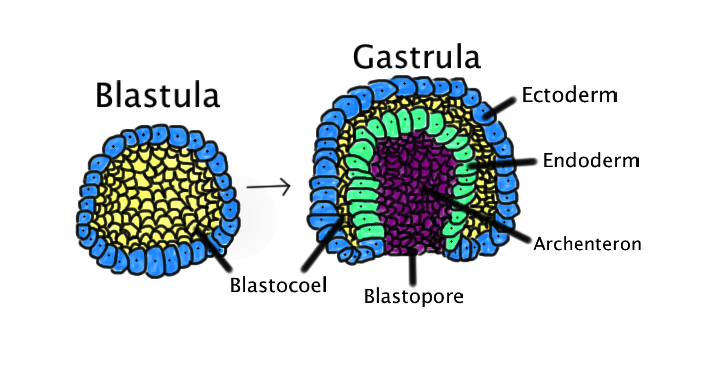
Gastrulatie vindt plaats als het blastoderm, bestaande uit één laag, zich naar binnen vouwt en een gastrula gaat vormen. Kleurcode bij deze afbeelding: ectoderm, blauw; endoderm, groen; blastocoel (dooierzak), geel; en archenteron (oerdarm), paars.
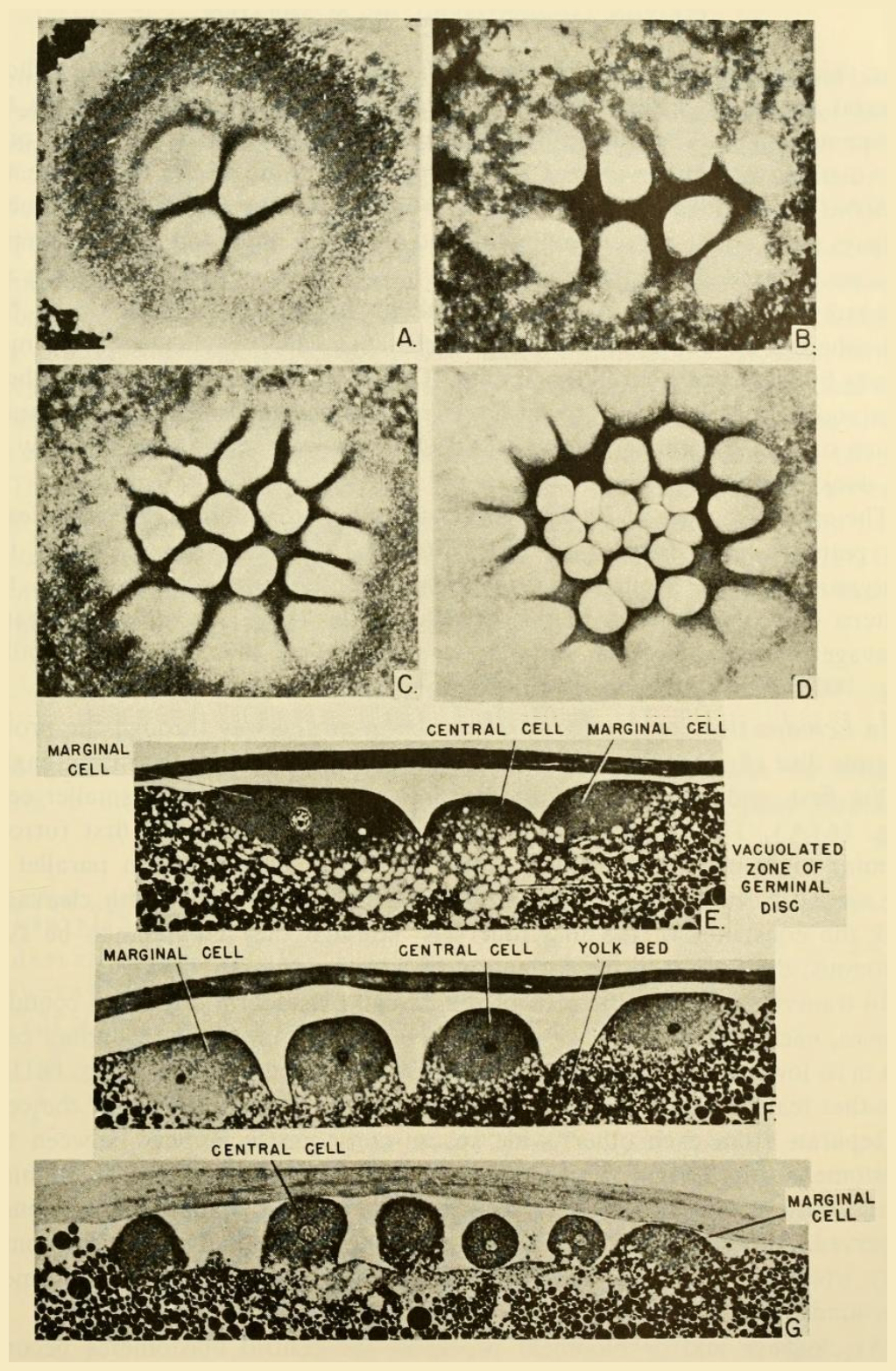
(F) Doorsnede door blastoderm van 16-celstadium. Zie (C). (G) Doorsnede door blastoderm van 32-celstadium, met centrale en marginale cellen van Echidna.